# Trevor (The X-Files)
«Trevor» es el decimoséptimo episodio de la sexta temporada de la serie de televisión de ciencia ficción The X-Files. Se emitió por primera vez en los Estados Unidos el 11 de abril de 1999 en Fox. Este episodio fue escrito por Jim Guttridge y Ken Hawryliw y dirigido por Rob Bowman. El episodio es una historia del «monstruo de la semana», desconectada de la amplia mitología de la serie. «Trevor» obtuvo una calificación doméstica Nielsen de 10,4 y fue visto por 17,6 millones de personas en su emisión inicial. El episodio recibió críticas mixtas de los críticos.
El programa se centra en los agentes especiales del FBI Fox Mulder (David Duchovny) y Dana Scully (Gillian Anderson) que trabajan en casos vinculados a lo paranormal, llamados expedientes X. Mulder cree en lo paranormal, mientras que a la escéptica Scully se le ha asignado la tarea de desacreditar su trabajo. En este episodio, Mulder y Scully examinan un caso extraño en el que un prisionero aparentemente desarrolla la habilidad de atravesar objetos sólidos.

## Argumento
En Stringer, Misisipi, a los prisioneros se les está haciendo preparar y reforzar una granja penitenciaria para una serie de tornados devastadores que pasarán por la zona en las próximas horas. Estalla una pelea entre Wilson "Pinker" Rawls (John Diehl) y otro prisionero, lo que lleva a Pinker a clavar la mano del otro prisionero a una pared. Tras ser reportado al alcaide por el incidente, Pinker es obligado a pasar el tornado en un pequeño cobertizo al aire libre. Más tarde, cuando los prisioneros y los guardias salen de sus refugios, descubren que el cobertizo ha sido completamente destruido. Uno de los guardias encuentra después el cuerpo del alcaide partido en dos a la altura de la cintura, bloqueando la puerta de su oficina desde adentro.
Los agentes Fox Mulder (David Duchovny) y Dana Scully (Gillian Anderson) llegan poco después para investigar. Scully realiza una autopsia y concluye que la separación del torso y las severas marcas de quemaduras podrían haber sido causadas por las condiciones climáticas del momento, y que una parte sustancial del torso falta en la división. El guardia que encontró el cuerpo del alcaide insiste en que fue obra de Pinker, aunque no puede explicar cómo lo hizo. Mulder descubre que una pared en la oficina se ha vuelto extremadamente frágil y se desmorona al más mínimo toque. Mientras tanto, en Meridian, una mujer llamada June Gurwitch se inquieta al ver un informe en las noticias sobre la supuesta muerte de Pinker.
En otro lugar, se revela que Pinker está vivo. Tras irrumpir en una tienda para conseguir ropa, se enfrenta a un guardia de seguridad y es esposado a un poste. Sin embargo, Pinker se desliza fuera de las esposas y escapa en el auto del guardia. Cuando los agentes llegan a la escena, Mulder inspecciona las esposas y descubre que también se han vuelto frágiles y se rompen fácilmente. Bo Merkle, un viejo amigo de Pinker, encuentra a Pinker saqueando su casa y exigiendo saber el paradero de June. Bo intenta dispararle a Pinker, pero las balas pasan a través de él. En respuesta, Pinker quema el rostro de Bo, matándolo. Mulder descubre más tarde que las balas gastadas también se desmoronan en polvo cuando se comprimen. Él especula que Pinker, tras ser alcanzado por un rayo, ha desarrollado la habilidad de atravesar objetos sólidos. Scully argumenta que no puede desafiar las leyes de la química.
Las pruebas llevan a los agentes a localizar a June, mientras que Pinker acosa a su hermana Jackie y a su hijo Trevor. Mulder y Scully encuentran después a Jackie, quien les cuenta que Pinker tiene la capacidad de atravesar paredes. June ha cambiado su apellido para evitar a Pinker; los agentes la encuentran viviendo con su nuevo novio y la convencen de entrar en el programa de protección de testigos. Pinker, quien estaba escondido en el maletero del auto de los agentes, deja un mensaje carbonizado en la pared de la casa de June que dice "Quiero lo que es mío", pero los agentes descubren que este mensaje se detiene en el vidrio de un espejo, deduciendo que el vidrio, como aislante de electricidad, bloquea las habilidades de Pinker. Scully encuentra facturas médicas que indican que June dio a luz a un hijo y se entera de que Pinker en realidad está buscando a su hijo, a quien aún no ha conocido.
June es llevada a un motel por la Patrulla de Carreteras de Misisipi, pero Pinker la secuestra tras matar al patrullero asignado para protegerla. Pinker descubre que su hijo en realidad es Trevor, quien ha estado viviendo con Jackie durante los últimos años como su hijo. Pinker intenta secuestrar a Trevor, pero se enfrenta a Mulder, quien está armado con una escopeta cargada con balas de goma. Pinker logra evadir a Mulder y continúa persiguiendo a Trevor y Scully, a quienes pronto acorrala. Scully, usando la hipótesis de Mulder sobre el vidrio como aislante, se encierra en una cabina telefónica con Trevor. Tras no lograr entrar en la cabina, Pinker ve a su hijo temblando de miedo. Al darse cuenta de que no quiere asustar a su hijo, Pinker decide marcharse. Sin embargo, June aparece y golpea a Pinker con su auto; él pasa a través de los componentes de metal del auto, pero no a través del parabrisas de vidrio, por lo que queda partido en dos y muere. June insiste en que tuvo que hacerlo o, de lo contrario, Pinker habría lastimado a Trevor. Ella pregunta qué quería Pinker, a lo que Mulder responde: "Tal vez otra oportunidad", haciendo que June llore.

## Producción

### Escritura
«Trevor» fue coescrito por Ken Hawryliw y Jim Guttridge. Hawryliw había sido el encargado de la utilería de The X-Files mientras el programa se filmaba en Vancouver, Columbia Británica (1993-1998). A lo largo de los años, había escrito varios guiones en su tiempo libre, pero nunca los había presentado al equipo de guionistas de The X-Files. Posteriormente, consiguió un trabajo en Millennium, donde desarrolló una amistad con Guttridge. Guttridge le mostró a Hawryliw un guion que estaba escribiendo y que quería presentar para The X-Files. A Hawryliw le gustó la premisa, pero sintió que no estaba escrita en el estilo de The X-Files. Entonces, propuso que formaran una sociedad: Guttridge desarrollaría la historia y el guion básicos, y Hawryliw ayudaría a transformarlos en un guion aceptable para The X-Files. Más tarde, Hawryliw explicó que la idea de que Pinker buscara a su hijo surgió del deseo de humanizar al antagonista: «Este es un hombre único que puede atravesar paredes. Ahora bien, ¿a quién le vendría mejor esta habilidad? Pues, obviamente a un convicto, un tipo en prisión. Pero luego teníamos que darle una razón aún más fuerte y convincente para querer su libertad, y ahí surgió su hijo».
Después de que se presentó el episodio, se solicitaron varias reescrituras. Originalmente, la historia iba a desarrollarse en una prisión estatal «convencional» en Oklahoma, pero debido a que asegurar ese tipo de set haría que el episodio superara el presupuesto, los escritores decidieron ambientar la historia en una granja penitenciaria en Misisipi. Otra escena, originalmente escrita para tener lugar en un motel, mostraba a Pinker tomando un atajo a través de una pared. Esta escena fue eliminada no solo porque resultaba demasiado costosa, sino también porque los escritores querían «cambiar el enfoque del episodio de lo sobrenatural a lo emocional».

### Elenco y rodaje
Cuando llegó el momento de seleccionar al actor para el papel de Pinker, el director de casting Rick Millikan audicionó a docenas de actores antes de contactar al reconocido actor John Diehl, famoso por su trabajo en la serie de televisión Miami Vice, así como en las películas Stargate (1994) y Nixon. Millikan explicó: «Diehl había estado en mi lista para incluir en el programa desde el primer día. [...] Resultó que a los productores también les gustaba; ya había leído para nosotros un par de veces, y pudimos incluirlo sin necesidad de una audición».
El director Rob Bowman usó una combinación de »ángulos de cámara inteligentes, uso estratégico de cemento desmontable y, en el caso de la tapa del maletero de Mulder, el milagro de la sustancia de reparación automotriz Bondo» para evitar sobrepasar el presupuesto. Bowman estaba especialmente orgulloso de la escena en la que Mulder empuja una pared, solo para que se desmorone en la forma de un hombre. Explicó que «la primera vez que lo hicimos, solo obtuvimos un gran agujero cuadrado [...] pero tampoco queríamos que pareciera a Bugs Bunny con las orejas sobresaliendo». Finalmente, el equipo logró crear una sección desmontable que «sugería, en lugar de delinear perfectamente», la forma de un cuerpo humano. Para insinuar sutilmente la dirección a través de la cual Pinker había pasado, la jefa del departamento de peluquería, Dena Green, recibió instrucciones de peinar hacia atrás el cabello de Diehl en cualquier escena que tuviera lugar después de que hubiera atravesado una superficie sólida.

## Recepción
«Trevor» se emitió por primera vez en los Estados Unidos el 11 de abril de 1999. Este episodio obtuvo una calificación Nielsen de 10,4, con una cuota de pantalla del 16, lo que significa que aproximadamente el 10,4 por ciento de todos los hogares con televisión y el 16 por ciento de los hogares que estaban viendo televisión, sintonizaron el episodio. Fue visto por 17,6 millones de espectadores. El episodio se emitió en el Reino Unido e Irlanda por Sky1 el 27 de junio de 1999 y tuvo una audiencia de 0.73 millones de espectadores. Fue el tercer episodio más visto esa semana, siendo superado por el episodio de The X-Files «Milagro». Fox promocionó el episodio con la frase: «¡Las paredes están vivas! ¿Cómo pueden Mulder y Scully atrapar a un asesino que puede atravesar cualquier cosa?».
La recepción crítica del episodio fue mayormente negativa. Robert Shearman y Lars Pearson, en su libro Wanting to Believe: A Critical Guide to The X-Files, Millennium & The Lone Gunmen, calificaron el episodio con dos estrellas de cinco, describiéndolo como «The X-Files en su forma más genérica». Ambos señalaron que el episodio solo tenía un buen truco visual: la habilidad de Pinker para atravesar paredes, que, argumentan, nunca fue explotada en su máximo potencial. Finalmente, concluyeron que «“Trevor” es un poco demasiado desechable y rutinario para despertar mucho interés». Emily VanDerWerff de The A.V. Club calificó el episodio con una «C» y escribió que la historia «casi funciona», pero que «se centra demasiado en el “monstruo” y no lo suficiente en Mulder y Scully». Llamó al producto final «algo que tiene una cualidad muy fabricada». Además, criticó que el título del episodio -dado que, a mitad de episodio, nadie llamado Trevor había aparecido y el antagonista no está motivado por el dinero- sugiere la idea de que «debe tener un hijo», que luego solo obtiene 10 minutos de tiempo en pantalla. La crítica también señala que el episodio intenta «una inversión y convierte a Pinker en un objeto de simpatía para el público, en lugar de ser el villano de la historia». Sin embargo, VanDerWerff elogió positivamente las secuencias de muertes, así como los cadáveres, calificando a estos últimos como «agradablemente grotescos». En una lista comparativa entre episodios de Fringe y The X-Files, el escritor de UGO Networks Alex Zalben nombró a «Trevor» como la historia menos efectiva de «atravesar paredes», superada por el episodio de Fringe titulado «Safe».
No todas las críticas fueron negativas. Paula Vitaris de Cinefantastique dio al episodio una crítica moderadamente positiva y le otorgó dos estrellas y media de cuatro. Vitaris, a pesar de criticar la ciencia inestable detrás del tornado con la capacidad de permitir a alguien atravesar la materia, calificó los efectos especiales del episodio como «magníficos»: más tarde citó los «cadáveres falsos» como los mejores ejemplos. Tom Kessenich, en su libro Examinations: An Unauthorized Look at Seasons 6–9 of the X-Files, escribió positivamente sobre el episodio, señalando: «Con “Trevor”, [el programa] ofreció una prueba sólida a quienes pensaban lo contrario de que The X-Files aún puede ofrecer un poderoso [monstruo de la semana] cuando está en el estado de ánimo adecuado».